# وریاش
وریاش (به لاتین: Variaș) یک سکونتگاه مسکونی در رومانی است که در شهرستان تیمیش واقع شده‌است.

## خصوصیات
وریاش ۵٬۴۵۸ نفر جمعیت دارد.